# Våbenskab
Et våbenskab er et skab beregnet til opbevaring af et eller flere våben, skydevåben og/eller ammunition. Våbenskabe bruges primært til at forhindre adgang for uvedkommende og personer som er uegnede til lovligt at eje våben (såsom børn, psykisk syge, adfærdsforstyrrelser osv.), til beskyttelse mod indbrud. Der findes også våbenskabe som er mere egnede til at beskytte indholdet mod skader ved oversvømmelse, brand eller andre naturkatastrofer .
Adgangsforebyggelse af skydevåben er påbudt i henhold til våbenlove mange steder, hvilket nødvendiggør en aftrækkerlås (gun lock), låst våbenskab eller pengeskab, eller endda en dedikeret boks eller værelse med sikkerhedsalarmer. Forstærkede metal våbenskabe har stort set erstattet våbenskabe lavet af fint bejdset træ med ætset glasfronter, der blev brugt til udstilling, som var almindeligt brugt for årtier siden, selvom nogle våbenskabe er lavet til at ligne sådanne våbenskabe.